# Абрамов Залман
Залман Абрамов (івр. זלמן אברמוב; повне ім'я — івр. שניאור זלמן אברמוב — Шнеур Залман Абрамов; 6 травня 1908, Мінськ, Російська імперія — 5 березня 1997, Ізраїль) — ізраїльський політик, депутат кнесету (4, 5, 6, 7, 8 скликання) від партії Спільних сіоністів, Ліберальної партії, блоку ГАХАЛ й Лікуда.

## Біографія
Залман Абрамов народився 6 травня 1908 року в єврейській родині, в місті Мінськ на території Російської імперії (нині Республіка Білорусь) в сім'ї Шабтая Абрамова та Хені Рогінської. 1920 року репатріювався в підмандатну Палестину, навчався в тель-Авівській гімназії «Герцлія». Потім жив у США, навчався в Університеті Кейс-Вестерн-Резерв (Клівленд, США). Тут він працював заступником голови сіоністської студентської профспілки у Сполучених Штатах у 1931—1933 роках.
Здобув ступінь доктора юриспруденції. Служив головою дружнього ізраїльсько-американського союзу (1950-1964). Був обраний у кнесет 4-го скликання (1959) від Партії спільних сіоністів, працював у комісії з праці та законодавчої комісії.
1961 року був переобраний у кнесет 5-го скликання від Ліберальної партії Ізраїлю, працював у комісії з економіки, комісії кнесету та законодавчій комісії. Після створення блоку «ГАХАЛ», Абрамов представляв його в кнесеті 6-го та 7-го скликання.
Увійшов до складу Лікуду, обирався до кнесету 8-го скликання. Отримав посаду заступника спікера кнесету. Працював у декількох комісіях: комісії з закордонних справ та безпеки (7 та 8 скликання), законодавчій комісії (6, 7, 8 скликання) та у комісії з економіки (7).
Залман Абрамов помер 5 березня 1997 року на вісімдесят восьмому році життя, в Ізраїлі.